# 10-та гвардійська танкова дивізія (СРСР)
10-та гвардійська танкова Уральсько-Львівська ордена Жовтневої революції Червонопрапорна орденів Суворова і Кутузова добровольча дивізія імені Маршала Радянського Союзу Р. Я. Малиновського (10 гв. ТД, в/ч 45270, від березня 1947: 60550) — військове з'єднання танкових військ Радянської армії чисельністю в дивізію, яке існувало у 1945―1992 роках. Дивізія створена 28 червня 1945 року на основі 10-го гвардійського танкового корпусу у місті Хрудім, Чехословаччина. Дивізія відносилася до боєготових першого ешелону, тому була укомплектована особовим складом і технікою майже на 100% від штатної чисельності.
У 1992 році, після розпаду СРСР, дивізія перейшла під юрисдикцію Російської Федерації і увійшла до складу її Збройних сил як 10-та гвардійська танкова дивізія.

## Історія
28 червня 1945 року на основі 10-го гвардійського танкового корпусу у місті Хрудім, Чехословаччина була створена 10-та гвардійська танкова дивізія.
Від 31 жовтня 1946 року скорочена до 10-го гвардійського танкового полку (мобілізаційний) - усі придані підрозділи залишилися, але були скорочені (полки до батальйонів, батальйони до рот), але в березні 1950 знову була розширена до повного розміру.
Реорганізація 6 травня 1954 року:
- 29-й гвардійський мотострілецький полк було перейменовано на 29-й гвардійський механізований полк
- 744-й гвардійський артилерійський полк було створено на основі 299-го гвардійського мінометного полку та 000 окремого гаубичного артилерійського дивізіону
- 7-й окремий гвардійський мотоциклетний батальйон було переформовано на 7-й окремий гвардійський розвідувальний батальйон
- створена 000 окрема рота хімічного захисту

Реорганізація від червня 1957 (наказ 12.3.57):
- 63-й гвардійський танковий полк розформовано
- 81-й гвардійський важкий танковий самохідний полк став 343-м гвардійський важким танковим полком
- 29-й гвардійський механізований полк було перейменовано на 248-й гвардійський мотострілецький полк

У 1960 році розформовано 00 окремий навчальний танковий батальйон.
У 1961 році створено 697-й окремий ракетний дивізіон.
Від 19 лютого 1962 року створено 60-й окремий ремонтно-відновлювальний батальйон.
У 1962 році 343-й гвардійський важкий танковий полк було перейменовано на 63-й гвардійський танковий полк.
Від 16 червня 1967 року отримала почесну патронімічну назву імені Маршала Радянського Союзу Р. Я. Малиновського.
У 1968 році 131-й окремий гвардійський саперний батальйон було перейменовано на 131-й окремий гвардійський інженерно-саперний батальйон.
У 1972 році 000 окрема рота хімічного захисту була розгорнута в 127-й окремий батальйон хімічного захисту.
Від 21 лютого 1978 нагороджена орденом Жовтневої Революції.
У 1980 році 685-й окремий автомобільний транспортний батальйон було перейменовано на 1072-й окремий батальйон матеріального забезпечення.
У вересні 1987 року 697-й окремий ракетний дивізіон було передано до 448-ї ракетної бригади.
У чрвні 1990 року 7-й окремий гвардійський розвідувальний батальйон переданий до 47-ї гвардійської танкової дивізії, в обмін на 112-й окремий розвідувальний батальйон (Гальберштадт, Східна Німеччина).
У 1992 році, після розпаду СРСР, дивізія перейшла під юрисдикцію Російської Федерації і увійшла до складу її Збройних сил як 10-та гвардійська танкова дивізія.

## Структура
Протягом історії з'єднання його структура та склад неодноразово змінювались.

### 1946
- 61-й гвардійський танковий полк
- 62-й гвардійський танковий полк
- 63-й гвардійський танковий полк
- 29-й гвардійський мотострілецький полк
- 81-й гвардійський важкий танковий самохідний полк
- 299-й гвардійський мінометний полк
- 359-й гвардійський зенітний артилерійський полк
- 000 окремий гаубичний артилерійський дивізіон
- 248-й окремий гвардійський мінометний дивізіон
- 7-й окремий гвардійський мотоциклетний батальйон
- 131-й окремий гвардійський саперний батальйон
- 159-й окремий гвардійський батальйон зв'язку
- 188-й окремий санітарно-медичний батальйон
- 685-й окремий автомобільний транспортний батальйон
- 00 окремий навчальний танковий батальйон

### 1960
- 61-й гвардійський танковий полк (Крапніц, Східна Німеччина)
- 62-й гвардійський танковий полк (Потсдам, Східна Німеччина)
- 343-й гвардійський важкий танковий полк (Потсдам, Східна Німеччина)
- 248-й гвардійський мотострілецький полк (Крапніц, Східна Німеччина)
- 744-й гвардійський артилерійський полк (Потсдам, Східна Німеччина)
- 359-й гвардійський зенітний артилерійський полк (Потсдам, Східна Німеччина)
- 7-й окремий гвардійський розвідувальний батальйон (Крапніц, Східна Німеччина)
- 000 окрема гвардійська реактивна артилерійська батарея (Потсдам, Східна Німеччина)
- 131-й окремий гвардійський саперний батальйон (Крапніц, Східна Німеччина)
- 152-й окремий гвардійський батальйон зв'язку (Крапніц, Східна Німеччина)
- 000 окрема рота хімічного захисту (Крапніц, Східна Німеччина)
- 188-й окремий санітарно-медичний батальйон (Ной Фарлянд, Східна Німеччина)
- 685-й окремий автомобільний транспортний батальйон (Крапніц, Східна Німеччина)

### 1970
- 61-й гвардійський танковий полк (Крапніц, Східна Німеччина)
- 62-й гвардійський танковий полк (Потсдам, Східна Німеччина)
- 63-й гвардійський танковий полк (Потсдам, Східна Німеччина)
- 248-й гвардійський мотострілецький полк (Крапніц, Східна Німеччина)
- 744-й гвардійський артилерійський полк (Потсдам, Східна Німеччина)
- 359-й гвардійський зенітний артилерійський полк (Потсдам, Східна Німеччина)
- 7-й окремий гвардійський розвідувальний батальйон (Крапніц, Східна Німеччина)
- 697-й окремий ракетний дивізіон (Крапніц, Східна Німеччина)
- 000 окрема гвардійська реактивна артилерійська батарея (Потсдам, Східна Німеччина)
- 131-й окремий гвардійський інженерно-саперний батальйон (Крапніц, Східна Німеччина)
- 152-й окремий гвардійський батальйон зв'язку (Крапніц, Східна Німеччина)
- 60-й окремий ремонтно-відновлювальний батальйон (Крапніц, Східна Німеччина)
- 000 окрема рота хімічного захисту (Крапніц, Східна Німеччина)
- 188-й окремий санітарно-медичний батальйон (Ной Фарлянд, Східна Німеччина)
- 685-й окремий моторизований транспортний батальйон (Крапніц, Східна Німеччина)

### 1980
- 61-й гвардійський танковий полк (Крапніц, Східна Німеччина)
- 62-й гвардійський танковий полк (Потсдам, Східна Німеччина)
- 63-й гвардійський танковий полк (Потсдам, Східна Німеччина)
- 248-й гвардійський мотострілецький полк (Крапніц, Східна Німеччина)
- 744-й гвардійський артилерійський полк (Потсдам, Східна Німеччина)
- 359-й гвардійський зенітний ракетний полк (Потсдам, Східна Німеччина)
- 7-й окремий гвардійський розвідувальний батальйон (Крапніц, Східна Німеччина)
- 697-й окремий ракетний дивізіон (Крапніц, Східна Німеччина)
- 131-й окремий гвардійський інженерно-саперний батальйон (Крапніц, Східна Німеччина)
- 152-й окремий гвардійський батальйон зв'язку (Крапніц, Східна Німеччина)
- 60-й окремий ремонтно-відновлювальний батальйон (Крапніц, Східна Німеччина)
- 127-й окремий батальйон хімічного захисту (Крапніц, Східна Німеччина)
- 188-й окремий медичний батальйон (Ной Фарлянд, Східна Німеччина)
- 1072-й окремий батальйон матеріального забезпечення (Крапніц, Східна Німеччина)

### 1988
- 61-й гвардійський танковий полк (Альтенґрабов, Східна Німеччина)
- 62-й гвардійський танковий полк (Альтенґрабов, Східна Німеччина)
- 63-й гвардійський танковий полк (Альтенґрабов, Східна Німеччина)
- 248-й гвардійський мотострілецький полк (Шенебек, Східна Німеччина)
- 744-й гвардійський артилерійський полк (Альтенґрабов, Східна Німеччина)
- 359-й гвардійський зенітний ракетний полк (Альтенґрабов, Східна Німеччина)
- 7-й окремий гвардійський розвідувальний батальйон (Альтенґрабов, Східна Німеччина)
- 131-й окремий гвардійський інженерно-саперний батальйон (Магдебург, Східна Німеччина)
- 152-й окремий гвардійський батальйон зв'язку (Альтенґрабов, Східна Німеччина)
- 60-й окремий ремонтно-відновлювальний батальйон (Альтенґрабов, Східна Німеччина)
- 127-й окремий батальйон хімічного захисту (Альтенґрабов, Східна Німеччина)
- 188-й окремий медичний батальйон (Альтенґрабов, Східна Німеччина)
- 1072-й окремий батальйон матеріального забезпечення (Альтенґрабов, Східна Німеччина)

## Розташування
- Штаб (Крапніц): 52 27 33N, 13 03 03E
- Штаб (Альтенґрабов): 52 12 11N, 12 11 32E
- Альтенґрабовські казарми A: 52 11 46N, 12 11 15E (61-й гвардійський танковий полк, 62-й гвардійський танковий полк, 744-й гвардійський самохідний артилерійський полк, 359-й гвардійський зенітний ракетний полк та дивізійні підрозділи забезпечення)
- Альтенґрабовські казарми B: 52 12 48N, 12 13 19E (63-й гвардійський танковий полк та 60-й окремий ремонтно-відновлювальний батальйон)
- Шенебекські казарми: 52 00 30N, 11 42 40E
- Магдебурзькі казарми: 52 06 55N, 11 41 06E
- Гальберштадтські казарми: 51 51 36N, 11 03 36E
- Крапніцькі казарми (визначення США: Крапніц 261): 52 27 49N, 13 02 34E
- Потсдамські казарми (визначення США: Потсдам 287): 52 24 47N, 13 02 55E (63-й гвардійський танковий полк)
- Потсдамські казарми (визначення США: Потсдам 288): 52 24 59N, 13 01 48E (62-й гвардійський танковий полк)
- Ной-Фарляндські казарми: 52 26 42N, 13 03 24E

## Оснащення
Оснащення 5.74:
- 325 T-62 (переведено на T-64A в 1977, та на T-80 від 1987)

Оснащення на 19.11.90 (за умовами УЗЗСЄ):
- Штаб дивізії: 1 ПРП-3, 1 Р-145БМ та 1 Р-156БТР
- 61-й гвардійський танковий полк: 105 Т-80, 20 БМП-2, 37 БМП-1, 4 БРМ-1К, 18 2С1 «Гвоздика», 6 2С12 «Сані», 5 БМП-1КШ, 2 ПРП-3/4, 3 РХМ, 1 БРЕМ-2, 1 Р-145БМ, 1 ПУ-12 та 3 МТ-55А
- 62-й гвардійський танковий полк: 104 Т-80, 59 БМП-2, 4 БРМ-1К, 18 2С1 «Гвоздика», 6 2С12 «Сані», 5 БМП-1КШ, 2 ПРП-3/4, 3 РХМ, 1 БРЕМ-2, 1 Р-145БМ, 1 ПУ-12 та 3 МТ-55А
- 63-й гвардійський танковий полк: 104 Т-80, 21 БМП-2, 36 БМП-1, 4 БРМ-1К, 18 2С1 «Гвоздика», 6 2С12 «Сані», 5 БМП-1КШ, 2 ПРП-3/4, 3 РХМ, 1 БРЕМ-2, 1 Р-145БМ, 1 ПУ-12 та 2 МТ-55А
- 248-й гвардійський мотострілецький полк: 51 Т-80, 18 БМП-2, 70 БМП-1, 5 БРМ-1К, 18 2С1 «Гвоздика», 12 2С12 «Сані», 5 БМП-1КШ, 2 ПРП-3/4, 3 РХМ, 2 БРЕМ-2, 1 Р-145БМ, 2 ПУ-12, 2 МТ-55 та 5 МТ-ЛБТ
- 744-й гвардійський самохідний артилерійський полк: 36 2С3 «Акація», 18 БМ-21 «Град», 4 ПРП-3/4, 3 1В18 та 1 1В19
- 359-й гвардійський зенітний ракетний полк: ЗРК «Оса» (SA-8), 1 Р-156БТР та 5 ПУ-12
- 112-й окремий розвідувальний батальйон: 14 БМП-2, 9 БРМ-1К, 3 БТР-70, 8 БТР-80, 1 Р-145БМ та 1 Р-156БТР
- 152-й окремий гвардійський батальйон зв'язку: 9 Р-145БМ та 1 Р-2АМ
- 131-й окремий гвардійський інженерно-саперний батальйон: 1 ІМР, 1 УР-67 та 6 МТ-55А